# Galtåsen

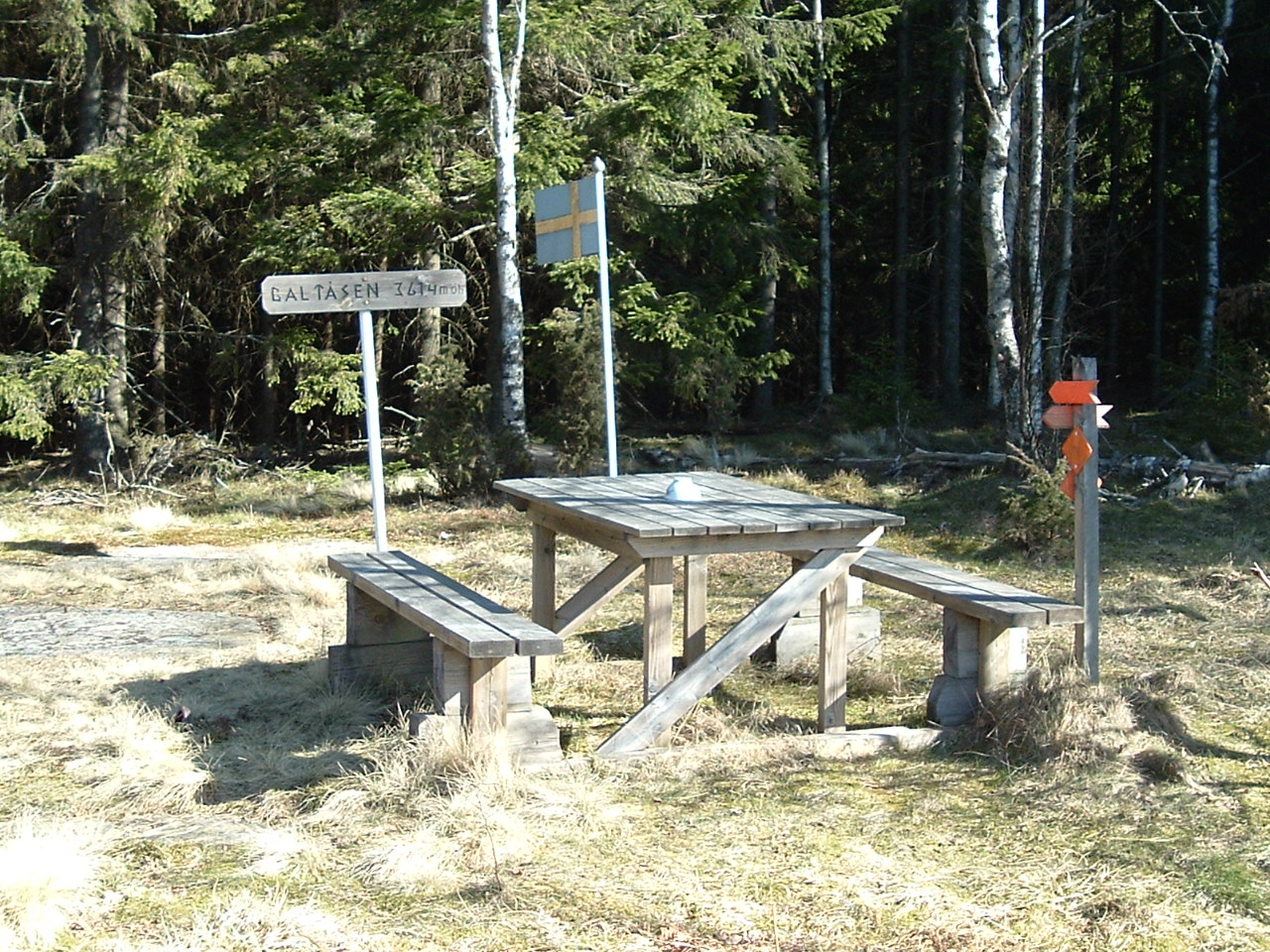
Galtåsen.

Galtåsen é o ponto mais alto do planalto do Sul da Suécia (Sydsvenska höglandet), na parte que pertence à província histórica da Västergötland.
Tem uma altitude máxima de 362 m.